# Lowland Jazz
Lowland Jazz（ローランドジャズ）は、『ジャズの敷居を低く』をキャッチコピーに活動している日本のビッグバンド（ジャズ・オーケストラ）である。2013年4月結成。

## 概要
国立音楽大学出身の具理然が中心となり、国立音大のほか青山学院大学、洗足学園音楽大学のジャスオーケストラのメンバーなどが集まり結成

。
ニコニコ動画での活動を主としており、ボーカロイド楽曲をジャズアレンジカバーの投稿を行っている。これは、今の若い人たちはなかなかジャズを聴いてくれないので、わかりやすい内容から入ったほうがいいだろうという考えからきている。
2014年6月14日、ファースト・アルバム『hub point』リリース。アルバム作成のための制作費はクラウド・ファンディングによって集められた。

## メンバー
- 具理然 (リーダー/トランペット/アレンジ)
- 吉澤達彦 (トランペット)
- 村山貴幸 (トランペット)
- 石川智久 (トロンボーン)
- 笹栗良太 (トロンボーン)
- 青地宏幸 (バストロンボーン)
- 石井裕太 (テナーサックス/クラリネット)
- 丹澤誠二(アルトサックス/ソプラノサックス/フルート)
- 小泉潤弥 (アルトサックス/フルート)
- 小田采奈 (バリトンサックス/フルート)
- 大場俊 (ドラム/アレンジ)
- 紺田凌平 (ギター/アレンジ)
- 千葉岳洋(ピアノ/アレンジ)2014年12月26日よりバンドに乗っている。

旧メンバー
- 髙井天音 (トロンボーン/アレンジ)2014年12月まで
- 小島裕規 (ピアノ・アレンジ・レコーディング・ミキシング)2014年12月まで
- 小林修己 (ベース)2017年9月まで

## 主な活動履歴
2013年
4月 Lowland Jazz 結成
6月 成増アクトホール1st Live  
2014年
4月 株式会社ドワンゴ主催の『ニコニコ超パーティーIII』出演
5月 あきる野市秋川キララホールLive
6月 1st Album 『hub_point』リリース
10月 第一回札幌Live

2015年
3月 日本コロムビアより2nd Album『Bigband for Animesongs』リリース
4月 『ニコニコ超会議2015』出演
9月 初音ミク「マジカルミライ2015」サイエンスホール出演
     第二回札幌Live 
     渋谷東急本店前にてミニLive
12月 杜のホールはしもとにてクリスマスLive

2016年
7月 第三回札幌Live
8月 六本木Morph-Tokyo『吉田純也バースデーライブ with Lowland Jazz』
9月 2018年2月公開映画『巫女っちゃけん。』音楽担当
10月 上野水上音楽堂イベント『東京ヒマつぶし音楽祭2016』出演

2017年
5月 Tokyo TUCにて第四回JazzLive
9月 札幌共済ホールにて第四回札幌Live
      宝塚歌劇団 雪組『Super Voyager!』一部楽曲演奏 
12月 株式会社jiik主催クリスマスライブ 『ラブリーボンズ』

2018年
1月 スーパー戦隊シリーズ『快盗戦隊ルパンレンジャーVS警察戦隊パトレンジャー』 主題歌&劇伴 演奏担当
3月 NHKアニメ『おしりたんてい』劇伴演奏担当
8月 『49th YAMANO BIG BAND JAZZ CONTEST』ゲストバンド出演
札幌&函館Liveツアー
10月 水木一郎50周年記念アルバム『Just My Life』M20.ハピネス 演奏

2019年
1月 『超英雄祭 KAMEN RIDER × SUPER SENTAI LIVE & SHOW 2019』日本武道館出演
4月　Lowland Jazz  6周年記念ライブ@Motion Blue yokohama
8月　Animelo Summer Live 2019 ＠さいたまスーパーアリーナ
10月　札幌&函館Liveツアー
　　　わくわくジャズ（MSBB×熱帯JAZZ楽団&Lowland Jazz）@横浜みなとみらいホール
2020年
8月　Lowland Jazz 配信ライブ「Liver City Vol.1」@Sound City

2021年
4月　伊藤美来8thシングル「No.6」(TVアニメ「戦闘員、派遣します!」OP)演奏・編曲

2022年
10月　テレビアニメ『ヒューマンバグ大学 -不死学部不幸学科-』エンディングテーマ担当